# 2016年棒球

## 進行中賽事

### 職業棒球
- 2016年美國職棒大聯盟球季
- 2016年美國職棒小聯盟
- 2016年日本職棒
- 2016年韓國職棒
- 2016年中華職棒

### 國際錦標賽
- 9月3日－9月11日：2016年世界盃女子棒球賽在韓國釜山機張郡舉行。
- 8月30日－9月4日：2016年第十一屆亞洲青棒錦標賽在台灣臺中市舉行。

## 逝世
- 何賽·費南德茲

## 外部連結
- 2016年棒球在台灣棒球維基館上的頁面（繁體中文）